# Месершмит
Месершмит АГ (њемачки изговор: [ˈмɛсɐʃмɪт]) била је њемачка корпорација за производњу авиона која је била ограничена на дионичко власништво. Названа је по свом главном дизајнеру Вилију Месершмиту. Од средине јула 1938. па надаље, позната је првенствено по ловачким авионима из Другог свјетског рата, посебно Бф 109 и Ja 262. Компанија је преживјела послијератно доба, прошла је бројна спајања и промјенила име из Месершмит у Месершмит-Болков-Блох (МББ) прије него што га је купила Дојче Аероспејс (ДАСА, сада дио Ербаса)1989. године.

## Историјат

### Позадина
Јужноњемачка инжињерска компанија МАН АГ и неколико банака, су фебруара 1916, купили су непрофитабилног произвођача авиона Ото-Флугцојгверке, покренувши нову компанију Бајерише Флугцојгверке АГ (BFW,  - Баварски ваздухопловни завод)
Статут је састављен 19. и 20. фебруара, а завршен 2. марта 1916. Подаци о предузећу су 7. марта 1916. заведени у Трговачком регистру са власничким капиталом од 1.000.000 рајхсмарака. Оснивачки капитал обезбједили су Банка за трговину и индустрију из Берлина (36%), МАН АГ (30%) и Херман Бахштајн из Берлина (34%). Први предсједник Управног одбора био је Питер Ебервајн, који је раније био запослен у Албатрос Флугцојгверке.
Како су у текућем рату, били потребни авиони није било времена за рад на развоју нових авиона, а авиони које је производила БФВ рађени су по лиценци Албатрос Флугцојгверке. Само мјесец дана од оснивања компанија је успјела да испоручи авионе ратним министарствима Пруске и Баварске. Међутим, на почетку су се појавили велики проблеми са квалитетом. Њемачке ваздушне посаде често су се жалиле на озбиљне недостатке који су се појавили у првим машинама компаније БФВ. Иста ствар се догодила и са авионима које је до тада правио Густав Ото. Тек су организационе промјене и интензивнији надзор монтажне линије успјели да ријеше ове проблеме до краја 1916. Након тога БФВ почиње да производи преко 200 авиона мјесечно и са радном снагом која је нарасла на 3.000 радника постаје један од највећих произвођача авиона у Баварској.
Крај рата тешко је погодио БФВ, јер је потражња за авионима пала. Управа компаније била је принуђена да тражи нове производе са којима би задржала своју позицију на тржишту. Будући да су авиони у Првом свјетском рату углавном прављени од дрвета како би се смањила њихова тежина, БФВ је био опремљена најновијом опремом за обраду дрвета. Компанија је и даље држала залихе материјала довољне за око 200 авиона у вриједности 4,7 милиона рајхсмарака. Машине и материјали су тада коришћени за производњу намјештаја и кухиња. Поред тога, компанија почиње да производи мотоцикле властитог дизајна под именом Флинк и Хелиос.
Аустријски инвеститор италијанског поријекла Камило Кастиљони је у јесен 1921. први пут најавио своје интересовање за куповину БФВ-а. И док је већина акционара прихватила његову понуду, МАН АГ је у почетку задржао своје власништво у БФВ-у, али је Кастиљони желио да стекне све акције. У томе га је подржао генерални директор БМВ-а Франц Јозеф Поп који је у писму упућеном председнику МАН-а описао БФВ као "мртву фабрику, која не посједује ништа вриједно помена, а састоји се углавном од дотрајалих и неприкладних дрвених шупа и налази се у граду који је изузетно неповољан за индустријске активности и чији статус даје мало разлога за ентузијазам". Очигледно је Поп био у блиском контакту са Кастиљонијем, а вјероватно је био упознат са плановима спајања БМВ са БФВ. У прољеће 1922. Кастиљони и Поп убиједили су МАН да одустане од својих акција у БФВ тао да је фабрика у потпуности припала Кастиљонију. Након што је у мају исте године Кастиљони успио да откупи БМВ посао са моторима од Кнор-Бремс АГ ништа више није стајало на путу спајања авиокомпаније БФВ и произвођача мотора БМВ.

### Поновно успостављање
Бајерише Флугцојгверке реформисан је 1926. године у Аугзбургу у Баварској, када је Удет Флугцојгбау ГмбХ постало акционарско друштво. У првим фазама, БМВ АГ је имао свој удио у овој компанији, чије је интересе, као члан Надзорног одбора, заступао Јозеф Поп.
Вили Месершмит придружио се компанији 1927. године као главни дизајнер и инжењер, да би убрзо формирао и свој дизајнерски тим.
Један од првих дизајна, Месершмит М 20, био је катастрофа за дизајнера и компанију. Многи прототипови су се срушили, један од њих је убио Ханса Хакмака, блиског пријатеља Ерхарда Милха, шефа Дојче Луфтханзе и високог функционера њемачког цивилног ваздухопловства. Недостатак одговора Месершмита по питању трагедије, створило је доживотну мржњу Милха према њему. Милх је на крају отказао све уговоре са Месершмитом и присилио БФВ на банкрот 1931. Међутим, Месершмитово пријатељство с Хугом Јункерсом спријечило је даљну стагнацију његове каријере и БФВ-а, чији је рад обновљен 1933. Милх је и даље спречавао Месершмитова да преузме БФВ-а све до 1938.године. Због тога у раним Месершмитовим дизајнима стоји ознака БФ.
Месершмит је промовисао концепт који је назвао "конструкција са малом тежином" у којој су многи стандардно одвојени носиви делови спојени у један ојачани заштитни зид, чиме се штедило на тежини али су се добијали и побољшане перформансе. Први прави тест овог концепта био је са спортским авионом Бф 108 Тајфун, који ће ускоро поставити све врсте рекорда. На основу овог учинка, компанија је позвана да достави дизајн за Луфтвафеово борбено такмичење 1935.године, који је и освојила са Месершмитом Бф 109, на основу истих метода изградње. Од тог тренутка Месершмит постаје миљеник нацистичке партије, не само збогсвојих дизајна, него и због политичке спосоности. Томе је допринијела и локација фабрике која је била смјештена у јужној Њемачкој, далеко од "нагомиланих" Авио-компанија на сјеверној обали. БФВ је 11. јула 1938. реконституисан као "Месершмит АГ", а Вили Месершмит је постао предсједавајући и управни директор. Преименовање је довело до тога да је Министарство ваздухопловства Рајха (МВР) дало дозволу да се ознака префикса промјени из "БФ" у "Ме" за све новије дизајне. Постојећи типови, попут Бф 109 и 110, задржали су своју ранију ознаку у службеним документима, иако су се понекад користили и новије ознаке, најчешће од коопераната попут Ерла Машиненверк из Лајпцига. У пракси, сви авиони БФВ/Месершмит од четворосједног једнокрилног авиона Бф 108 до лаког посматрачког авиона Бф 163 (који се неуспјешно такмичио за уговор са владом Рајха који је освојио ривалски дизајн Физелер Фи 156) имали су префикс "Бф",а сви каснији типови "Ме".

## Други свјетски рат
Током рата Месершмит је постао велики добављач авиона, а њихови Бф 109 и Бф 110 чинили су велику већину борбених снага у првој половини рата. Наручено је и неколико других дизајна, укључујући огромну транспортну једрилицу Ме 321 "Џин" и њену шестомоторну верзију Ме 323 "Џин". Током друге половине рата, Месершмит се готово у потпуности окренуо млазним моторима, производећи први оперативни млазни ловац на свијету, Ме 262 "Ластавица". Такође су произвели Ме 163 Комет дизајниран од стране ДФС-а (DFS, Deutsche Forschungsanstalt für Segelflug - њемачки завод за истраживање једрилица), што је био први дизајн на ракетни погон који је ушао у употребу. Да би произвео велики број дијелова за авионе током друге половине Другог свјетског рата Месершмит се у великој мјери ослањао на робовску радну снагу да би произвео велики део делова потребних за ове авионе током друге половине Другог светског рата; ови делови су састављени у огромном систему тунела у Санкт Георген ан дер Гусен, Аустрија. Робовска радна снагу чинили су логораши из концентрационих логора Гусен I и Гусен II, али и концентрационог логора Маутхаузен. Око 40.000 затвореника из Шпаније, Италије, Пољске, Краљевине Југославије, Француске, Русије, мађарских Јевреја и двадесет других националности убијено је током производње ових авиона у КЛ Гусен. Званичници Месершмита обилазили су касарне у концентрационом логору како би надгледали рад затвореника. Месершмит на челу са извршним директором Вилијем Месершмитом заузели су чувену вилу Тугендахт у Брну, коју су пројектовали Лудвиг Мис ван дер Рое и Лили Рајх 1930.
Лош дизајн Ме 210, који је замишљен као наставак Ме 110, био је аеродинамичка катастрофа која је готово довела до присилног распада компаније. Проблеми са дизајном на крају су рјешени са Ме 410 "Стршљен", којих је направљен само мали број јер су убрзо сви напори и средства фокусирани на Ме 262 "Ластавица". Касније у рату, у конкуренцији Јункерс Ју 390 и неизграђеног, започетог фебруара 1943. Хејнкела Хе 277, Месершмит је радио на пројекту Бомбардер Америке, односно изради бомбардера великог домета који би могао доћи до обала САД. Понудио је Ме 264 који је летио у прототипном облику - са три типа конструисаних авиона, од којих је први полетио у децембру 1942. када је већ било касно за његово увођење у борбу.

## Послијератни период
Деценију након рата компанији није било дозвољено да производи авионе. Једна од алтернатива коју је компанија осмислила био је мотоцикл/микроаутомобил на три точка или Кабиненролелр(скутер са кабином) КР175/КР200, који је дизајнирао ваздухопловни инжењер Фриц Фенд. Уствари ове аутомобиле је производила Фендова властита компанија у Месершмитовим погонима у Регензбургу. Вили Месершмит није имао никакве везе са овим аутомобилом осим што је допустио да носе његово име. Производња КР200 престала је 1964.
Фабрика у Месершмиту је такође производила монтажне куће, које су пројектоване као "комплети за самоградњу" углавном засновани на оквиру од легуре.
Месершмит АГ се, 6. јуна 1968. спојио са малом фирмом за грађевинарство и цивилно ваздухопловство Болков, поставши Месершмит-Болков. Наредног маја, компанија је купила Хамбургер Флугцојгбау (ХФБ). Компанија је затим променила име у Месершмит-Болков-Блох. Након тога је 1989. компанија преузела ДАСА, која је сада дио Ербаса.

## Авиони
| Молдел    | Име       | Прва борба        | Напомена |
| --------- | --------- | ----------------- | --- |
| M17       |           | јануар 1925.      | спортски авион |
| M18       |           | 1926.             | превоз путника |
| M19       |           | 1927.             | спортски авион |
| M20       |           | 1928.             | превоз путника |
| M21       |           | 1928.             | прототип двокрилца trainer |
| M22       |           | 1928.             | прототип двокрилца средњи бомбардер                                                                                              |
| M23       |           | почетак 1928      | спортски авион |
| M24       |           | 1929.             | превоз путника |
| M25       |           | није направљен    | спортски авион |
| M26       |           | 1930.             | прототип лаког авиона |
| M27       |           | 1930.             | спортски авион |
| M28       |           | јануар 1931.      | прототип поштанског авиона |
| M29       |           | 1932.             | спортски/тркаћи авион |
| M31       |           | 1932.             | спортски авион |
| M33       |           | није направљен    | ултра-лаки једнокрилни једносјед са сунцобраном                                                                                  |
| M35       |           | 1933.             | спортски авион развијен на основу M23                                                                                            |
| M36       |           | 1934.             | превоз путника |
| Bf 108    | Тајфун    | 1934.             | школски и транспортни |
| Bf 109    |           | септембар 1935.   | ловац, пресретач бомбардера; касније верзије су понекад грешком означене као "Ме 109"                                            |
| Bf 110    |           | 12. мај 1936.     | двомоторни тешки ловац, ноћни ловац                                                                                              |
| Me 155    |           | није направљен    | висински ловац, развијен на основу Bf 109; није направљен, пројекат пребачен Блом + Фос као Bv 155                               |
| Bf 161    |           | 1938.             | извиђачки авион; прототип |
| Bf 162    | Јагуар    | 1937.             | schnellbomber (шнелбомбер - брзи бомбардер) базиран на Bf 110                                                                    |
| Bf 163    |           | 19. фебруар 1938. | извиђачки авион кратког полетања и слетања; прототип је направио Weserflug AG, изгубио уговор са војском због Fi 156 Рода        |
| Me 163    | Комет     | почетак 1941      | ловац пресретач на млазни погон                                                                                                  |
| Bf 165    |           | 1937.             | пројекат бомбардера великог домета                                                                                               |
| Me 208    |           |                   | побољшана и повећана верзија Bf 108                                                                                              |
| Me 209    |           | 1. август 1938.   | дизајниран да обори светски рекорд у брзини у ваздуху; покушај преправљања у ловца није успјео                                   |
| Me 209-II |           | 1943.             | ловац; дограђен на Bf 109, никад није произведен                                                                                 |
| Me 210    |           | септембар 1939.   | двомоторни тешки ловац; коришћен за извиђање                                                                                     |
| Me 261    | Адолфина  | 1941              | осмишљен да буде рекордер на великим удаљеностима; три изграђена и коришћена за извиђање                                         |
| Me 262    | Ластавица | 18. јул 1942.     | двомоторни ловац и јуришни авион; први оперативни ловац на млазни погон                                                          |
| Me 263    |           | никад није летио  | пресретач на ракетни погон;напредни развој Me 163                                                                                |
| Me 264    | Америка   | 23. октобар 1942. | стратешки бомбардер, развијен под програмом "Америка бомбардер" у конкуренцији са Јункерсом Ju 390 и неизграђеним Хејнкел He 277 |
| Me 265    |           | није направљен    | јуришни авион, предложен |
| Me 309    |           | јул 1942.         | ловац; напреднији али лоше дизајнирани модел који је требао да замијени Bf 109                                                   |
| Me 310    |           |                   | 1 направљен, предложен |
| Me 321    |           | 7. март 1941.     | велика транспортна једрилица |
| Me 323    | Џин       | Fall 1941         | велики транспортни авион; моћнији развој од Me 321                                                                               |
| Me 328    |           | крај 1943         | |
| Me 329    |           | није направљен    | тешки ловац-бомбардер; само као једрилица                                                                                        |
| Me 334    |           |                   | ловац без репа, сличан Me 163 (напуштен развој)                                                                                  |
| Me 362    |           |                   | 3-турбомлазни путнички авион (напуштен развој)                                                                                   |
| Me 409    |           |                   | ловац на великим висинама; постао Bv 155                                                                                         |
| Me 410    | Стршљен   | 1943.             | двомоторни тешки ловац и брзи бомбардер; развијен на основу Me 210                                                               |
| Me 509    |           | није направљен    | ловац, основа је био Me 309, мотор му се налазио иза кокпита као код P-39                                                        |
| Me 510    |           |                   | двомоторни ловац-bomber (није направљен)                                                                                         |
| Me 609    |           |                   | тешки ловац;(напуштен развој) |
| P.08-01   |           | није летио        | 1941 пројекат стратешког бомбардера                                                                                              |
| P.1079    |           | није летио        | 1939 дизајн бомбардера великог домета                                                                                            |
| P.1092    |           | није летио        | прототип |
| P.1095    |           | није летио        | прототип вишенамјенски авион |
| P.1099    |           | није летио        | прототип вишенамјенског авиона, предвиђено побољшање за Me 262                                                                   |
| P.1100    |           | није летио        | татктични бомбардер |
| P.1101    |           | није летио        | прототип пресретача на млазни погон са променљивом геометријом крила; касније инспирисао Bell X-5                                |
| P.1102    |           | није летио        | бомбардер са променљивом геометријом крила/тешки ловац                                                                           |
| P.1103    |           | није летио        | пресретач на ракетни погон |
| P.1104    |           | није летио        | пресретач на ракетни погон |
| P.1106    |           | није летио        | предвиђено побољшање за P.1101                                                                                                   |
| P.1107    |           | није летио        | млазни бомбардер |
| P.1109    |           | није летио        | ловац са косим крилом |
| P.1110    |           | није летио        | пресретач на великим висинама;прототип                                                                                           |
| P.1111    |           | није летио        | ловац/пресретач прототип |
| P.1112    |           | није летио        | прототип млазни ловац без репа; касније инспирисао Vought F7U Cutlass                                                            |